# جيرارد هندرسون
جيرارد هندرسون (بالإنجليزية: Gerard Henderson)‏ هو صحفي أسترالي، ولد في 10 سبتمبر 1945 في Balwyn ‏ في أستراليا.